# Кихането на Фред Отт
„Кихането на Фред От“ (на английски: Fred Ott's Sneeze), известен също като „Едисъновият кинетоскопски запис на кихане“ (на английски: Edison Kinetoscopic Record of a Sneeze) е американски късометражен документален ням филм от 1894 година на режисьора Уилям Кенеди Диксън с участието на Фред От. През 2015 г. филмът е включен в Националния филмов регистър.

## Сюжет
Стоящият пред камерата Фред От смърка емфие и киха.

## В ролите
- Фред От като кихащият мъж

## Продукция
Снимките на филма протичат от 2 до 7 януари 1894 година в лабораториите на Томас Едисън в Ню Джърси. Лентата е показана пред публика на 9 януари, прожектирана през кинетоскоп. „Кихането на Фред От“ е определян като първият филм, в съвременния смисъл на понятието, заснет в САЩ. В наши дни, дигитално копие от него се съхранява в „Библиотеката на конгреса на САЩ“, тъй като в първоначалния си вид филма е представлявал поредица от бързозаснети фотографии. Притежател на авторските права върху него е Уилям Кенеди Диксън.